# Árbæjarsafn
Árbæjarsafn er et frilandsmuseum og historisk museum i Reykjavík på Island. Det blev etableret i 1957 og museet søger at giver deres gæster viden om levevilkår, arbejde og fritidsaktiviteter for Reykjaviks historie. Museet drives af Reykjavik Bymuseum.

## Historie
Omkring midten af 1900-tallet var der en stigende bekymring for at det "gamle Reykjavík" var ved at forsvinde for altid, og der blev taget initiativ til oprettelsen af et mseuum i 1942, hvor der blev sendt en ansøgning til byrådet. På nogenlunde sammt tidspunkt begyndte systematisk indsamling af dokumenter om byens historie, hvilket lagde grundstenen til byens arkiver.
Reykjaviks Arkiver og Historiske Samling blev officielt grundlagt i 1954, og Lárus Sigurbjörnsson blev ansat som direktør. Han igangsatte også indsamling af historiske genstande.
Den gamle gård Árbær, der havde fungeret som kro for rejsende til og fra Reykjavík, var blevet forladt bygningerne var forfaldet. I 1957 besluttede byrådet, at der skulle oprettes en offentlig park og et frilandsmuseum med gamle huse af historisk værdi på stedet. Museet åbnede i august samme år. Den første bygning, der blev flyttet til museet var smedehuset, hvilket skete i 1960.
Da museet blev grundlagt i 1957, lå det et stykke uden for Reykjavíks bebyggede områder. Siden da er byen vokset betydeligt og strækker sig nu langt ud over museumsområdet.
I 2006 åbnede museet en ny udstilling i det centrale Reykjavík, kaldet Reykjavík 871±2, baseret på arkæologiske fund af et langhus fra vikingetiden.
Museet blev tildelt den islandske museumspris for året 2006.

## Bygninger
- Laugavegur 62: billetkontoret, en tidligere butik på Reykjavik mest berømte handelsgade.
- Professorens hus: huser museets kontorer. Oprindeligt bygget som bolig for overlægen ved Kleppur sindssygehospital.
- Landakot (eller ÍR-Huset): bygget i 1897 som den første katolske kirke siden Reformationen. Blev senere brugt som gymnastiksal.
- Laufásvegur: doneret af den Britiske Ambassade i 1960'erne. I dag bolig for museets kustode og deres familie.
- Suðurgata 7: oprindeligt placeret i byens centrum, huser nu tre udstillinger: hjemmet for en velhavende familie omkring 1910, et guldsmedeværksted og en udstilling om kvindetøj.
- Lækjargata 4: huser i dag museets købmandsbutik samt en udstilling om Reykjaviks historie.
- Líkn: bruges til administrative formål.
- Stald: en typisk stald fra byens centrum.
- Efstibær: en arbejderbolig fra 1800-tallet. Huser i dag en udstilling om arbejdernes liv under depressionen.
- Dillons hus: museets café.
- Þingholtsstræti 9: et hus fra 1800-tallet, som i dag huser en udstilling om husets oprindelige beboere.
- Smiðshús: en smedje
- Hábær: et [alvstenshus, oprindeligt hjem for jordløse arbejdere i 1800-tallet
- Nýlenda: et halvstenshus.
- Miðhús: hus fra slutningen af 1800-tallet, hjem for jordløse arbejdere.
- Reykhólar: bolig for museets assistentkustode.
- Guldbor: oprindeligt brugt til at lede efter guld, men senere brugt til at bore efter varmt vand.
- Nissenhytte: fra anden verdenskrig, brugt til opbevaring.
- Ívarssel: oprindeligt hjem for en kendt fiskeskipper. Afventer restaurering.
- Slagteri: et magasin fra begyndelsen af 1800-tallet, som nu huser en udstilling om byggeteknikker i Reykjavík i perioden 1840-1940.
- Kornmagasin: magasin fra 1800-tallet. Bruges til midlertidige udstillinger.
- Árbær gård: den eneste af museets bygninger, der stadig står på sin oprindelige plads.
- Smedje: en replika af en smedje fra 1960'erne.
- Kirke: museets kirke stammer fra det nordlige Island. Den er indviet og udlejes til forskellige ceremonier.
- Sakristi: bygget i 1960'erne for at give plads til en præst og andre personer, der benytter kirken.
- Spejderhytte: den første spejderhytte bygget i Island.